# カール・ハンケ

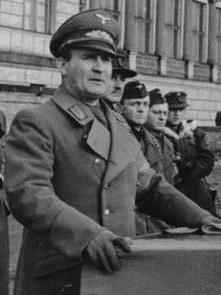
ブレスラウの国民突撃隊の宣誓式で演説するカール・ハンケ(1945年2月)

カール・アウグスト・ハンケ（Karl August Hanke, 1903年8月24日 - 1945年6月8日）は、ドイツの政治家。ナチ党高官、親衛隊隊員。宣伝省次席次官（Staatssekretär II）の後、1939年から1941年まで軍で勤め、1941年から1945年までニーダーシュレージエン大管区指導者を務めた。

## 生涯
シュレージエンのラウバンで粉屋の息子として生まれた。その後、専門学校の講師となった。
1926年にナチスへ入党したが、熱心な政治活動が問題となり1931年には専門学校からは解雇されている。これを契機に党活動に専念することとなり、1932年には国会議員に当選するとともにプロイセン自由州の州議会議員も兼務。4月にはベルリン大管区指導者を務めるヨーゼフ・ゲッベルスの個人的な側近となった。その後もゲッベルスと行動をともにし、1938年には国民啓蒙・宣伝省の次席次官（Staatssekretär II）となった（宣伝省の次官は首席、次席、三席の三人体制であった）。この間1934年に親衛隊への入隊を果たしている。
1939年、ハンケは上司であるゲッベルスの夫人マクダ・ゲッベルスと恋愛関係に陥った。当時ゲッベルスはリダ・バーロヴァと不倫関係を続けており、マクダはゲッベルスと離婚してハンケと結婚することを考えていた。しかし、総統アドルフ・ヒトラーが仲裁に入り、ゲッベルスがリダと別れるかわりに、ハンケは宣伝省次官の地位から追われた。これから後、ゲッベルスとハンケの関係は「仇敵」の関係になったという。その後、ハンケは義勇兵として国防軍に参加した。国防軍時代には中尉としてポーランド侵攻や北アフリカ戦線で戦っている。しかし1941年には除隊している。
1941年にはニーダーシュレージエン大管区指導者となり、ブレスラウに移った。翌年には親衛隊中将に昇進している。4年間の在任中にブレスラウでは少なくとも1,000人の人々が処刑され、ハンケは「ブレスラウの首吊り人」と呼ばれた。1945年になるとソ連軍がブレスラウに迫り、市内でも激しい戦闘が繰り広げられた（ブレスラウ包囲戦）。ハンケはヒトラーから市の戦闘指導者に指名され、戦闘の指揮を執った。この抵抗が評価され、4月12日にはナチス・ドイツにおける最高位勲章であるドイツ勲章を授与された。元上司であり、上述の恋愛問題にからんで険悪な関係となっていたゲッベルスも、日記の中でハンケの任地防衛の努力を高く評価し、最大限の賞賛を送っている。
さらに4月28日に反逆容疑で解任されたハインリヒ・ヒムラーに代わって、ヒトラーから親衛隊全国指導者に任命された。4月30日付けのヒトラーの遺書でもハンケは親衛隊全国指導者兼ドイツ警察長官に指名されている。しかしドイツ国内の混乱によって命令伝達は遅れ、ハンケがその命令を受け取ったのは5月5日になってのことであり、その時にはすでにヒトラーは自殺し、親衛隊も実質的に消滅していた。
5月6日、ブレスラウは降伏した。しかしハンケはブレスラウ陥落直前にFi 156で脱出し、そこで第18SS義勇装甲擲弾兵師団に紛れ込んだ。その後米軍占領地域であるエルベ川西岸を目指すが、ノイドルフ（現在のノヴァ・ヴェス）にてチェコのパルチザンに包囲されて投降。捕虜収容所に収容される途上で脱走を図り、背後から射殺されたと言われている。

## シュペーアとの関係
1930年、ハンケはアルベルト・シュペーアと友人となり、1932年にベルリンの党本部の設計を任せるなど、シュペーアがナチス党に関係するきっかけを作った。両名はその後も親しい友人関係を保った。ハンケは「記述することを許されなかった何かを見て」、1944年にシュペーアに対し、いかなる理由があってもアウシュヴィッツを訪れるなと強く助言したという